# Tomatin
A tomatin az alkaloidok közé tartozó szerves vegyület. Lényegében egy glikoalkaloid, melyet a burgonyafélék (Solanaceae) közé tartozó paradicsom termel. Nevét a paradicsom azték (xitomatl) nevének spanyol (tomat) rövidítéséből alkották.[forrás?]
Gombaölő hatású vegyület, melyet a növény a gombabetegségekkel szembeni védekezésül termel.
A vegytiszta tomatin standard hőmérsékleten és nyomáson fehér kristályos anyag. Egyes mikrobák által termelt enzim, a tomatináz képes a tomatin lebontására, amely így elveszíti antibakteriális hatását.
A tomatint az  analitikai kémiában már évtizedek óta használják reagensként, mellyel a koleszterint oldatból le lehet választani. A tomatin ezen felül ismert, mint az emberi immunrendszer bizonyos fehérje-antigénekkel kapcsolatos adjuvánsa.
A tomatinnak rák ellenes hatása van bizonyos daganat típusok esetében.

## Fordítás
- Ez a szócikk részben vagy egészben a Tomatine című angol Wikipédia-szócikk fordításán alapul.  Az eredeti cikk szerkesztőit annak laptörténete sorolja fel. Ez a jelzés csupán a megfogalmazás eredetét és a szerzői jogokat jelzi, nem szolgál a cikkben szereplő információk forrásmegjelöléseként.